# Sida aux États-Unis

 (février 2021).

## Apparition de la maladie
Au début des années 1980, les médecins des grandes agglomérations américaines commencèrent à recevoir de jeunes patients homosexuels qui souffraient de maladies bizarres, telles que le sarcome de Kaposi — un cancer que l'on rencontre habituellement chez les hommes âgés des populations méditerranéennes — ou la pneumonie à Pneumocystis carinii (ou PCP) — une forme rare de pneumonie causée par Pneumocystis carinii. L'issue était chaque fois la mort du patient.
Ce type de syndrome fut d'abord identifié sous le nom de GRID (Gay Related Immune Deficiency, c'est-à-dire immunodéficience liée à l'homosexualité). Ce n'est que plus tard que le terme de AIDS apparaîtra (Acquired Immune-Deficiency Syndrome - SIDA en français), lorsqu'il devint clair qu'il n'y avait aucun lien entre la maladie et l'homosexualité. La découverte des premiers cas parmi la population homosexuelle masculine fut attribuée d'une part au fait qu'aux États-Unis, les premiers virus auraient été introduits parmi cette population, et d'autre part, la maladie se serait répandue au sein de cette communauté, du fait de la relative promiscuité de ses membres, dans les grands centres urbains.
Une conception populaire identifie un patient zéro, c'est-à-dire la première personne infectée, qui aurait été un steward homosexuel québécois, Gaëtan Dugas. Il n'en est rien ; ce patient zéro n'était que la source supposée de l'infection parmi une population particulière dans une étude épidémiologique menée par les Centers for Disease Control (Centres de Contrôle des Maladies, CDC). Il existait des cas de sida bien antérieurs au cas de ce steward. (Il est même maintenant estimé peu probable que Dugas ait infecté même les patients dans l'étude, puisque la connaissance de l'époque sur la période incubatoire du VIH était imparfaite.)
On émit également la théorie selon laquelle, dans la communauté homosexuelle de San Francisco, des inoculations en série se seraient produites lors de l'utilisation de vaccins contre l'hépatite, lesquels vaccins auraient été contaminés par le virus VIH. Mais il n'existe qu'une faible corrélation entre les personnes ayant reçu ces vaccins et les premiers cas de sida.
Une étude sur le sujet est parue dans les Annales de l'Académie nationale américaine des sciences [Proceedings of the National Academy of Sciences] le 29 octobre 2007, menée par des chercheurs américains et dirigée par Michael Worobey, professeur de biologie à l'université d'Arizona. Selon cette étude, le virus du sida serait arrivé sur les côtes américaines aux alentours de l'année 1969 (soit plus d'une décennie avant l'explosion de l'infection). Il aurait été introduit par un immigré haïtien célibataire, selon cette même étude, et se serait ensuite répandu au Canada, en Europe, en Australie et au Japon.

## Une épidémie politique
Avec les travaux de Steven Epstein, l'un des meilleurs ouvrages traitant de l'histoire du VIH est sans doute And the Band Played On de Randy Shilts. L'auteur y affirme que le gouvernement Reagan, homophobe, s'est très peu impliqué dans la gestion de cette crise, ce qui résulta en la propagation du virus, et la mort inutile de centaines de milliers de personnes. C'est cette situation qui poussa à la création de l'association Act Up (Aids Coalition To Unleash Power), avec à sa tête Larry Kramer.
Randy Shilts relate également le fait qu'au début de l'épidémie, la Croix-Rouge ne refusait pas les donneurs de sang homosexuels, contrairement à la requête des CDC. Ceci entraîna la contamination et la mort d'hémophiles et de personnes transfusées.
L'élitisme académique de Robert Gallo fut un autre obstacle à l'éradication de la maladie. Le scientifique américain Robert Gallo faisait partie de ces chercheurs tentant de découvrir si cette maladie était due à un nouveau virus. Il se retrouva entraîné dans une série de batailles juridiques contre ses homologues français, essayant de satisfaire son besoin de gloire et de renommée. Cette querelle juridique ne fit que ralentir les recherches, pendant que les malades continuaient à succomber.
Des campagnes publicitaires furent lancées pour contrer l'image de « maladie des homosexuels » qui était généralement perçue par le public, et la remplacer par des données médicales et des conseils qui pourraient éventuellement sauver des vies. On retiendra, dans ce contexte, le cas de Ryan White, la campagne Red Ribbon (ruban rouge), les Celebrity dinners, le film And the Band Played On, les programmes scolaires d'éducation sexuelle, les publicités télévisées, etc.

## Scandale des orphelins
Plusieurs études divulguées par l'Associated Press le 6 mai 2005 ont révélé que l'Institut national de la santé (NIH) a financé des études dans sept États sur des centaines d'orphelins séropositifs principalement issus de milieux défavorisés. Ces enfants ont reçu des traitements dont on ne connaissait pas les effets sur les enfants, mais ayant des effets secondaires graves connus chez les adultes.
Certains enfants sont morts durant l'étude : s'il n'est pas possible d'affirmer que le décès soit directement lié aux médicaments, une étude note un taux de mortalité « troublant ».
En l'absence de parents, le NIH aurait dû, selon la loi américaine, désigner des protecteurs indépendants afin d'expliquer les risques et de s'assurer du bon déroulement de l'étude, mais ceci fut rarement le cas.